# Axel Julius De la Gardie

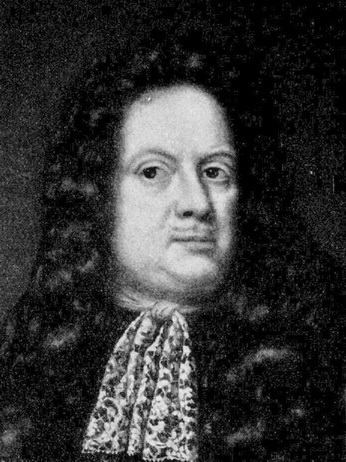

Axel Julius De la Gardie (1637 - Stockholm, 17 mei 1710) was een Zweedse graaf, militair en overheidsfunctionaris.

## Biografie
De la Gardie was de jongste zoon van Jakob De la Gardie en Ebba Brahe.
De la Gardie werd in 1656 majoor van de Svea livgarde, in 1660 kolonel van het Västgöta regiment te paard, in 1664 generaal-majoor van de cavalerie en kolonel van de Svea livgarde. In 1666 werd hij generaal en veldmaarschalk-luitenant. Hij kreeg het bevel over Finland tijdens de voorbereiding op een gevreesde Russische aanval. Hij was gouverneur-generaal van Zweeds Estland van 1687 tot 1704.

## Familie
Hij trouwde in Stockholm op 15 december 1664 met de barones Sofia Juliana Forbus (1646-1701), dochter van Arvid Forbus.
Axel Julius en Sophia schonken de huidige preekstoel aan de kerk van Fittja in 1688. Het echtpaar is begraven onder het hoofdaltaar van de kerk van Riddarholmen samen met hun dochters, de eerste twee zonen, een schoondochter en de ouders van Sofia.
Kinderen:
1. Jacob De la Gardie (1665-1667)
2. Ebba Margareta De la Gardie (1666-1667)
3. Adam Carl De la Gardie (1668-1721)
4. Ebba Juliana De la Gardie (1669-1669)
5. Sofia Juliana De la Gardie (1670-1672)
6. Magnus Julius De la Gardie (1674-1741)
7. Pontus Fredrik De la Gardie (1677-1708)